# Viciria pavesii
Viciria pavesii är en spindelart som beskrevs av Tord Tamerlan Teodor Thorell 1877. Viciria pavesii ingår i släktet Viciria och familjen hoppspindlar. Inga underarter finns listade i Catalogue of Life.